# Dolmen Cajirón II

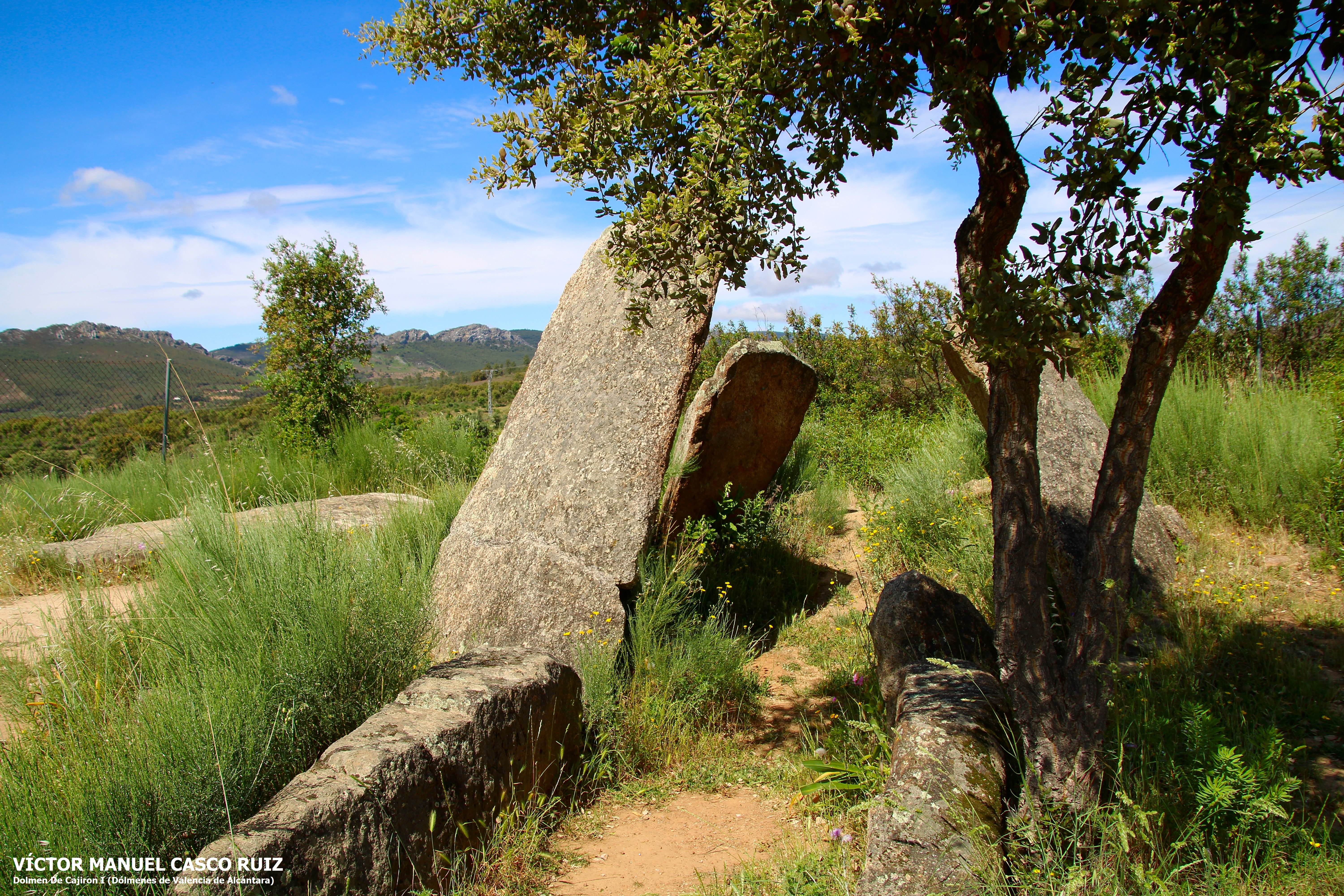
Dolmen Cajirón I

Der Dolmen Cajirón II liegt südwestlich von San Vicente de Alcántara bei Alcantára im Norden der Provinz Cáceres, in der Extremadura in Spanien und gehört zu den Dolmen von Alcántara.
Der restaurierte Dolmen liegt auf einem Hügel östlich des Flusses Cajirón. Die Umgebung ist reich an niedriger Vegetation (Ginster). Der Dolmen ist aus Granit. Er hat eine runde Kammer und einen kurzen Gang (zwei abgeschlagene Stücke  liegen längs am Boden). Die Kammer besteht aus sieben sich gegenseitig stützenden, nach innen geneigten grazilen Orthostaten, die von einer großen Steinplatte bedeckt werden.
Es gibt keine bekannten Funde, da der Dolmen vor der Restaurierung geplündert wurde.
Westlich, 400 m entfernt liegt der stärker beschädigte Dolmen Cajirón 1 und weitere 500 m der Dolmen del Mellizo.